# IC 1805
IC 1805 је расијано звјездано јато у сазвјежђу Касиопеја које се налази на листи објеката дубоког неба у Индекс каталогу.
Деклинација објекта је + 61° 27' 42" а ректасцензија 2h 32m 48,0s. Привидна величина (магнитуда) објекта IC 1805 износи 6,5. IC 1805 је још познат и под ознакама OCL 352, Mel 15, LBN 654.